# Kōichi Morishita
Kōichi Morishita (jap. 森下広一 Morishita Kōichi; ur. 5 września 1967 w Yazu) – japoński lekkoatleta (długodystansowiec), wicemistrz olimpijski z 1992.
Pierwsze sukcesy odniósł w biegu na 10 000 metrów. Zwyciężył w nim na igrzyskach azjatyckich w 1990 w Pekinie, a na mistrzostwach świata w 1991 w Tokio zajął w tej konkurencji 10. miejsce.
Później skoncentrował się na biegu maratońskim. Zwyciężył w maratonie Beppu-Ōita w 1991 oraz w Międzynarodowym Maratonie Tokijskim w 1992.
Zdobył srebrny medal w maratonie na igrzyskach olimpijskich w 1992 w Barcelonie, za Hwangiem Young-cho z Korei Południowej, a przed Stephanem Freigangiem z Niemiec.
Później Morishita borykał się z kontuzjami i zakończył karierę zawodniczą. Został trenerem, a jednym z jego podopiecznych w Japonii był Kenijczyk Samuel Wanjiru, mistrz olimpijski z 2008 w maratonie.
Rekordy życiowe Morishity:
| Konkurencja           | Data i miejsce        | Wynik    |
| --------------------- | --------------------- | -------- |
| bieg na 5000 metrów   | 6 maja 1991, Shizuoka | 13:37,64 |
| bieg na 10 000 metrów | 3 maja 1992, Kobe     | 28:01,98 |
| bieg maratoński       | 3 lutego 1991, Ōita   | 2:08:53  |